# Biblioteca Județeană „Octavian Goga” Cluj
Biblioteca Județeană „Octavian Goga” Cluj este o bibliotecă înființată la începutul secolului XX (în 1921). În decursul anilor a reușit să-și dezvolte colecția cu caracter enciclopedic și să-și diversifice serviciile oferite utilizatorilor. De la înființarea ei biblioteca a funcționat în diferite locuri și sub diferite denumiri.

## Istoria bibliotecii

### Începuturile
Lectura publică clujeană (în cadrul unei instituții) își are începutul în Biblioteca Populară organizată în edificiul Bibliotecii Universității din Cluj. Biblioteca populară, destinată publicului larg, a fost inaugurată în 14 mai 1921 în prezența ministrului Muncii de la acea dată, Grigore Trancu-Iași. Dispunea de o sală de 70 de locuri și un depozit, ce deținea 1500 de volume în limba română  și 500 în limba maghiară. În 1935, ca urmare a creșterii fondului de carte și a numărului cititorilor, biblioteca populară se va extinde, funcționând în două săli de lectură, cu un total de 220 de locuri. Una dintre săli era destinată copiilor.
"Spre a păstra liniștea în sala mare  de lectură, copiii au fost trecuți în sala No. II, deoarece pe lângă toate ordinile și măsurile luate, copiii de 6-8-10 ani cu mișcările și șoaptele lor, deranjau cititorii adulți. Biblioteca Populară este deschisă nu numai în zilele de lucru, ci și în dumineci și sărbători între orele 14—20, dând astfel posibilitatea clasei muncitorești să profite de bibliotecă și în zilele de repaus. Iarna copiii mai mici sunt trimiși acasă după ora 6."

### Anii 1950
După cel de al Doilea Război Mondial, biblioteca publică a avut o scurtă etapă tranzitorie prin Biblioteca Consiliului Județean Sindical (2 aprilie - 6 septembrie 1949) și Biblioteca Municipală (6 septembrie 1949 – august 1950). În septembrie 1949 a avut loc inaugurarea Bibliotecii Populare în  localul fostei Primării, din Piața Unirii, nr. 2, organizată fiind de Comitetul Provizoriu Urban. Biblioteca a funcționat cu două bibliotecare, având un fond de 25000 de volume, din care mare parte broșuri de propagandă comunistă și sovietică. În 1950, biblioteca a trecut în subordinea Sfatului Popular al Regiunii Cluj și s-a mutat în Piața Avram Iancu nr. 5. Spațiul fiind prea mic, din 1952, Biblioteca Centrală Regională a primit un nou sediu în Piața Unirii nr. 30, unde a funcționat până în 1956, dispunând de o sală de lectură, o sală de împrumut și cataloage, un depozit, o secție de împrumut pentru copii și un birou, cu un fond de carte și periodice de 12651 unități, având 2466 cititori permanenți, în marea majoritate elevi. Din anul 1956, biblioteca s-a mutat în Palatul Culturii  (Ștefan cel Mare nr. 1), perioada eroică a bibliotecii publice luând sfârșit.

### De la Bibliotecă Municipală la Biblioteca Județeană
În cadrul Palatului Culturii biblioteca publică, devenită din 1963 Bibliotecă Municipală a ocupat opt încăperi la parter și trei la etajul întâi. În anul 1967 s-a înființat în spațiul de pe str. Observatorului, nr. 1 Departamentul Colecții Speciale. În anul 1978 s-a înființat Filiala Mănăștur, azi Filiala „Traian Brad” în spațiul de pe str. Izlazului, nr. 18. Din anul 1992, biblioteca a adăugat la denumirea sa numele poetul Octavian Goga.
Proiecte culturale importante: 
- 1972 -  s-a organizat prima ediție a concursului de desene „Eroii cărților citite”
- 1979 – s-a înființat Cenaclul „Satiricon” al epigramiștilor clujeni și s-a organizat prima ediție a Festivalului Național „Eterna Epigramă”
- 1988 – s-a organizat prima ediție a Simpozionului Național „Carte – Cultură - Cunoaștere”, care promova biblioteconomia,  cultura cărții și știința informării
- 1989 – a participat la manifestările culturale legate de sărbătorirea Centenarului Mihai Eminescu[11]

### Anii 1990
După anii 1990, prin directorul său Traian Brad, biblioteca a făcut numeroase demersuri pentru a primi un sediu nou, adecvat colecțiilor sale. În 1994 însă fiind amenințată cu evacuarea din clădirea Tribunalului Județean, Consiliul Județean introduce în planul de investiții o construcție nouă pentru bibliotecă, pe un teren de 5040 m² oferit de Consiliul Local Municipal, în afara Centrului Istoric al Clujului, în cartierul Mărăști.
Proiect de suflet al directorului bibliotecii, Traian Brad, construcția edificiului a început în anul 1995, noul sediu fiind inaugurat în 2002. Clădirea modernă cu șapte etaje, a fost gândită pentru a adăposti până la 1,5 milioane de unități de bibliotecă, pentru o perioadă de 100 de ani, oferind posibilitatea structurării pe baze moderne a serviciilor pentru public, inclusiv a rețelei informatice.

## Secții și filiale[15]
- Secția pentru copii
- Secția pentru adolescenți
- Secția de împrumut pentru adulți
- Sala de referințe
- Secția de artă
- Sala de lectură
- Colecții speciale, memorie și cunoaștere locală
- American Corner
- Sala multiculturală
- Filiala "Traian Brad"
- Filiala Kogălniceanu
- Filiala Zorilor
- Filiala Grigorescu